# Velopark (Bakú)

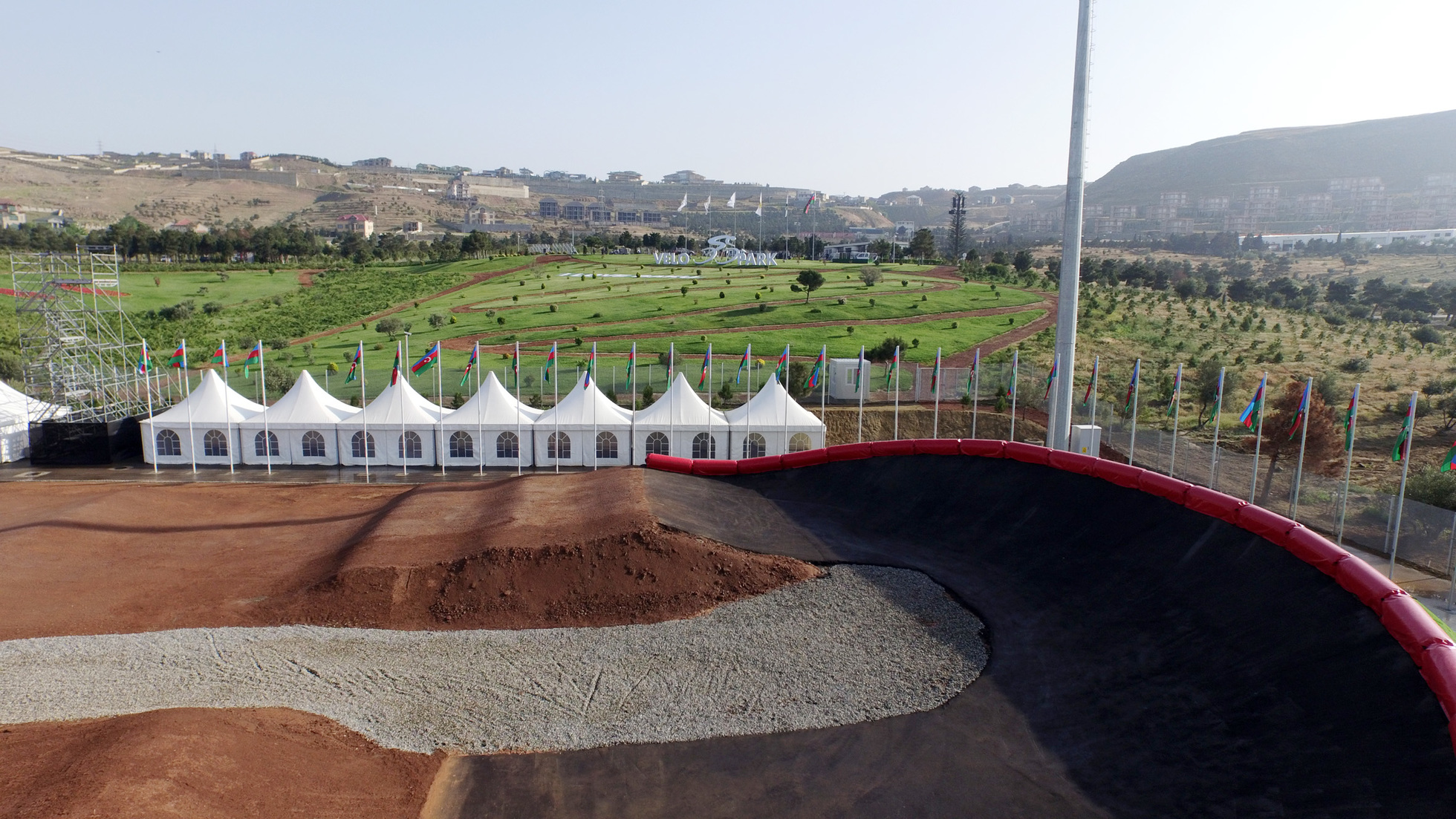
Velopark

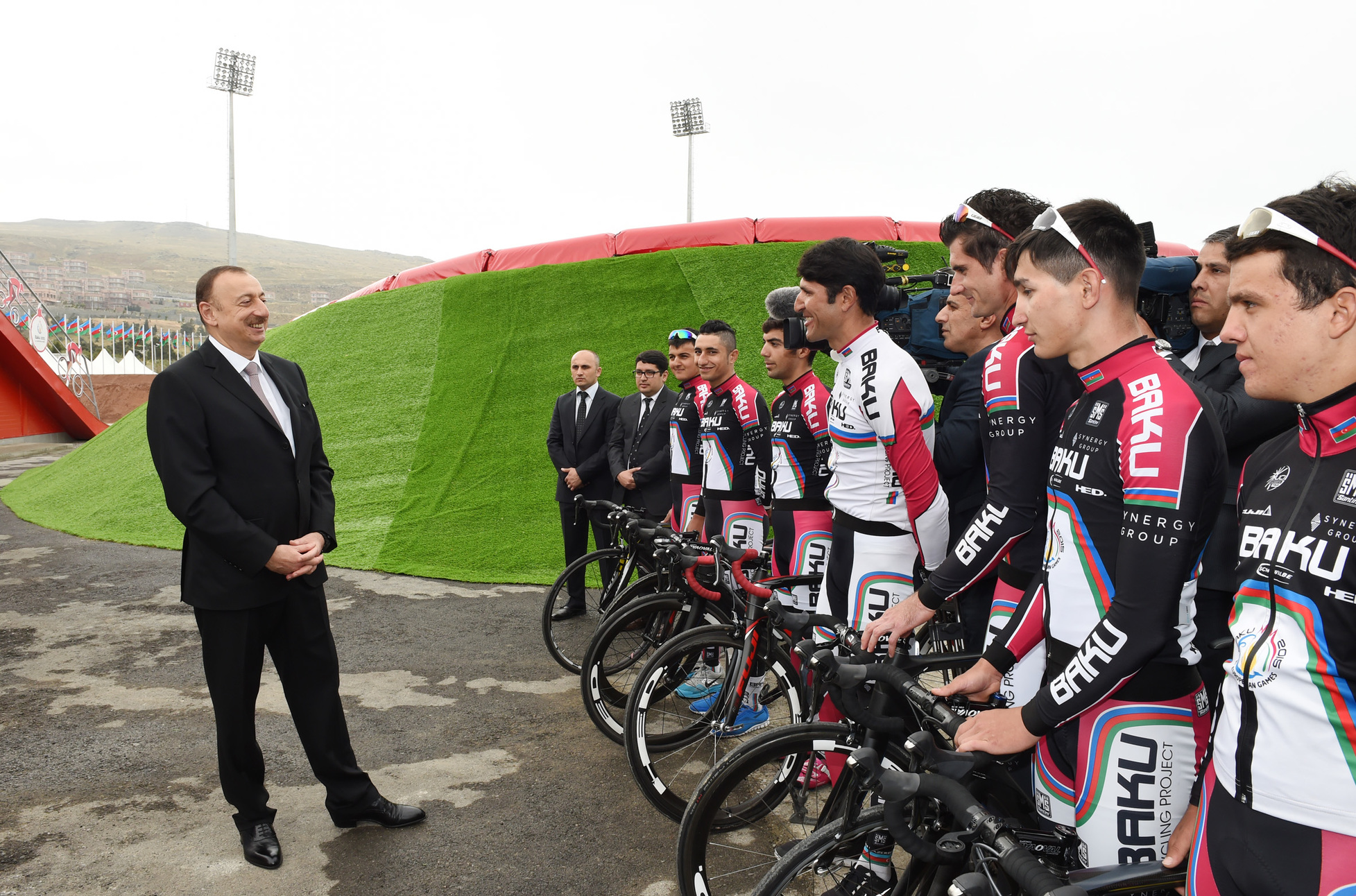
Ceremonia de apertura del parque BMX

El Velopark es un recinto deportivo para el ciclismo ubicado en la ciudad de Bakú, Azerbaiyán. Ocupa más de 30 hectáreas y se encuentra en región Sabail del Bakú. La red vial total es 15 km. Cuenta con 990 asientos para los espectadores.

## Historia
El Velopark fue construido en Bakú en los años 1970, pero durante mucho tiempo no se utilizó, quedando en ruinas. En 2011 la Federación del Ciclismo de Azerbaiyán comenzó reconstruir el parque. En abril de 2013 el parque fue abierto al público.
El 5 de mayo de 2015 la misma Federación realizó grandes obras de mejora en 40 hectáreas, donde se plantaron miles de árboles y se construyeron 4 rutas ciclistas para competiciones, incluidas carreteras para ciclismo de montaña.
En el septiembre de 2015 en el parque se realizó una competición de ciclismo aficionados, en el que se participaron 26 personas. El organizador del evento fue la Federación Nacional de Ciclismo.
En 2013 «fue salida de la etapa del Tour d’Azerbaidjan con final en Ismailli. El ganador del primera etapa fue el deportista del grupo “Synergy Baku”.

## El parque BMX
Cuenta con un parque para BMX, destinado exclusivamente a los primeros Juegos Olímpicos 2015. El parque BMX está situada en el sur de Plaza de bandera. Aquí hay una plataforma para las carreras con barreras. La ceremonia de apertura del parque BMX se realizó el 13 de mayo de 2015, en la que también participaron el presidente y la primera dama de la República de Azerbaiyán, Ilham Aliyev y Mehriban Aliyeva.
Entre 26 y 28 de junio de 2015 se celebró la primera competición de ciclismo.
En 2016 la Unión internacional de ciclistas cambió los estandartes de estadios BMX, después de lo que el parque de Bakú también fue reestructuró según las normas de carreteras.

### Campeonato mundial BMX
Campeonato BMX - es la competición anual del tipo de ciclismo BMX. Se celebra anualmente; en 2018 se realizará del 5 al 9 de junio en Bakú.